# برايان سميث (لاعب كرة قدم أمريكية)
برايان سميث (بالإنجليزية: Brian Smith)‏ هو لاعب كرة قدم أمريكية أمريكي، ولد في 8 يناير 1989 في شاوني في الولايات المتحدة.

## وصلات خارجية
- برايان سميث على موقع مرجع كرة القدم المحترفة.كوم (الإنجليزية)
- برايان سميث على موقع JustSportsStats.com (الإنجليزية)